# Леонардо Гонсалвеш
Леонардо Гонсалвеш (порт. Leonardo Gonçalves; 1 березня 1996) — бразильський дзюдоїст, бронзовий призер Олімпійських ігор 2024 року.

## Виступи на Олімпіадах
| Олімпіада  | Дисципліна      | Місце |
| ---------- | --------------- | ----- |
| Париж 2024 | до 100 кг       | 17    |
| Париж 2024 | змішана команда | 3     |